# Emalj
Emalj kan även syfta på Tandemalj.

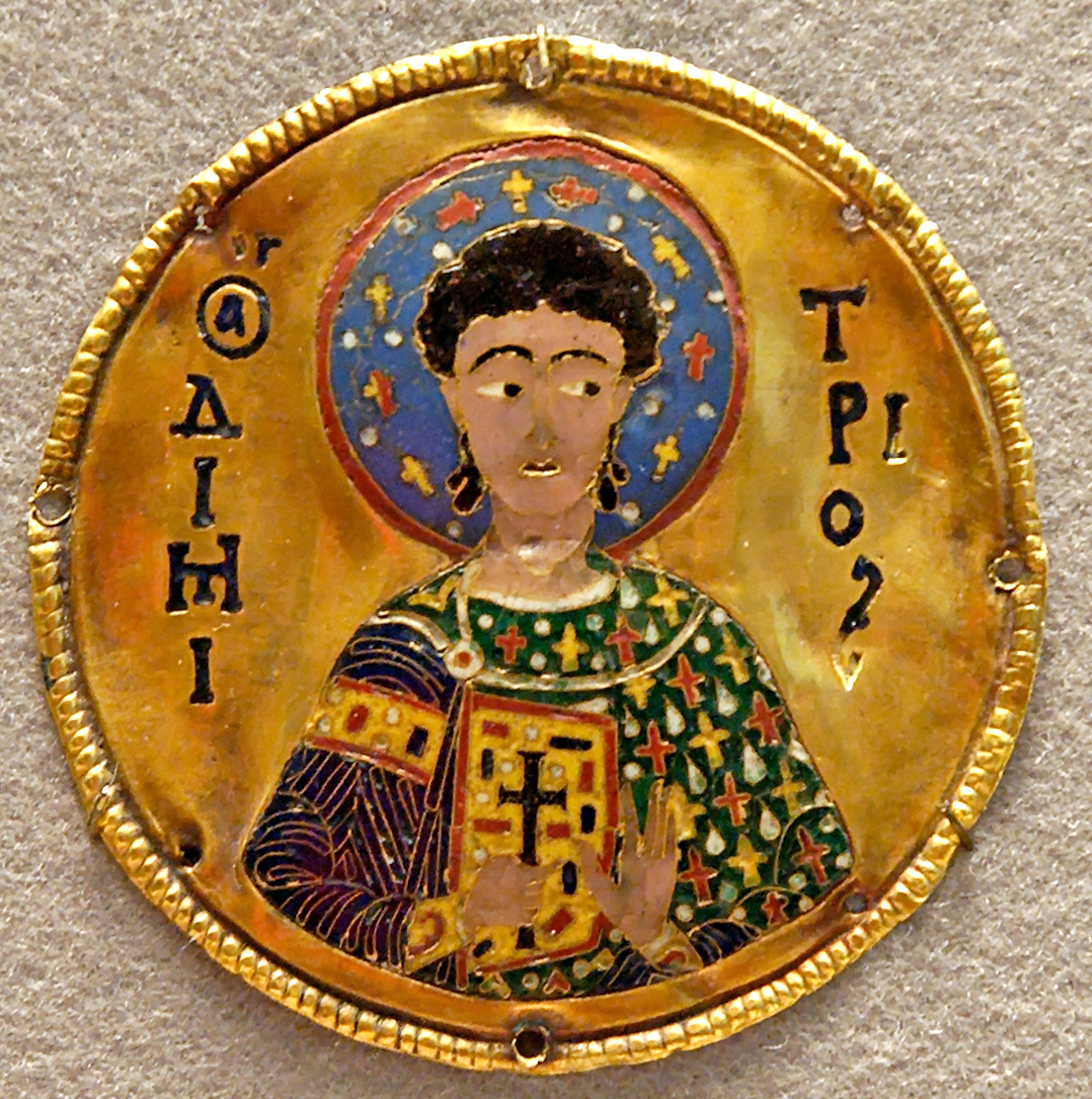
Bysantinskt emaljarbete av Cloisonné-typ från ungefär år 1100

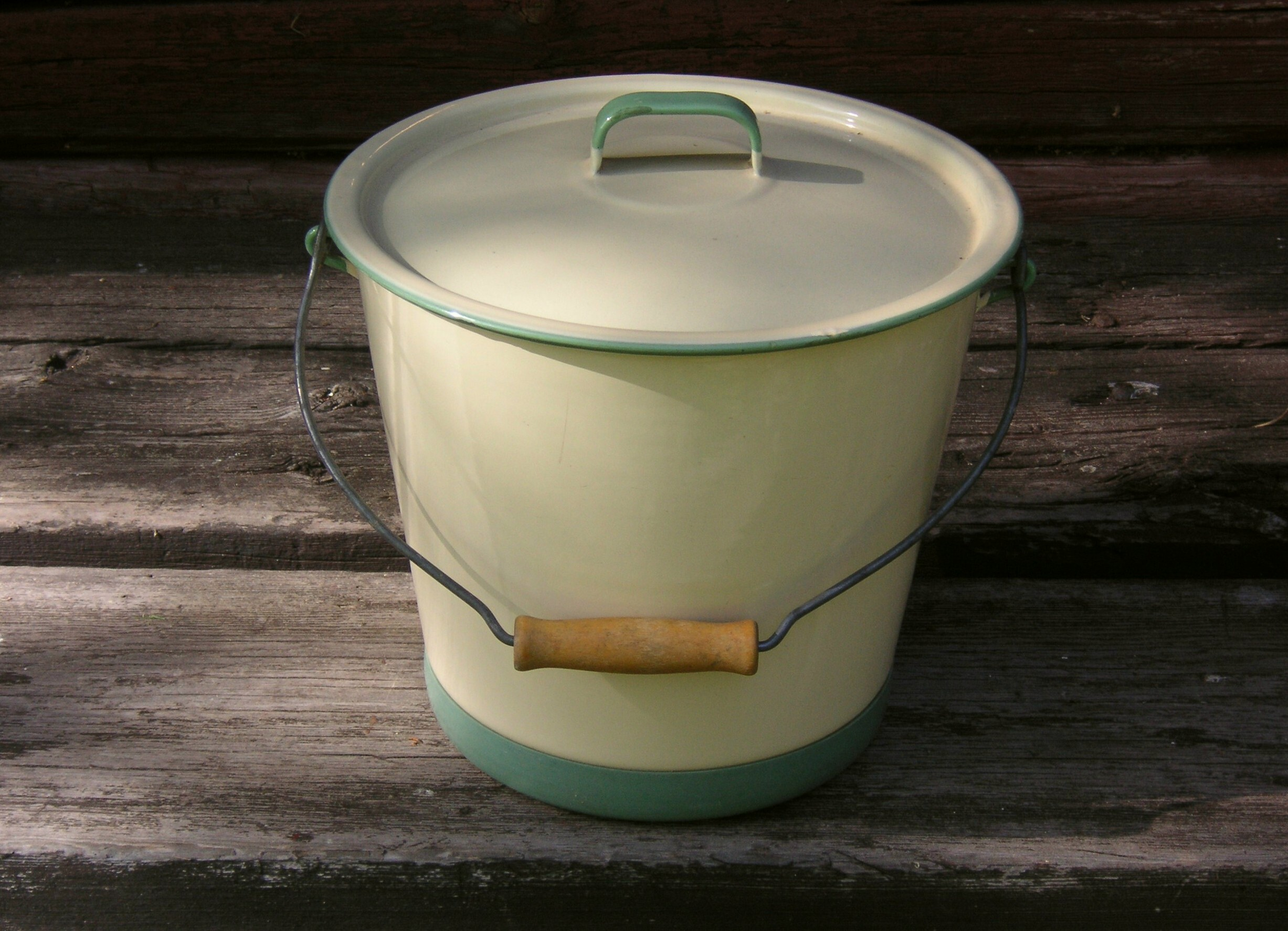
Emaljerad hink från Kockums emalj.

Emalj är en glas- eller glasliknande beläggning som bränns fast på hårt underlag. Det finns tre typer av emalj: transparent, opak och opal (halvtransparent, ofta iriserande). Den transparenta och opala emaljen används främst till smycken och ädla metaller. Emaljkonst är ett konsthantverk som utförs genom att man helt eller delvis täcker föremål (som vanligen är av metall) med emalj i olika färger. 
Emalj framställs av en mer eller mindre lättsmält, färgad eller ofärgad opak eller transparent glasmassa, så kallad glasfluss. Den består oftast av bly-, kalium- och natriumsilikater, ibland uppblandade med borsyrade salter, och färgas genom tillsats av metalloxider och andra pigment. Förr användes både arsenik, antimon, uran och andra giftiga ämnen vid emaljproduktion. Emalj som produceras i dag är mycket mindre hälsoskadlig; många märken säljer helt blyfri emalj. 
Traditionellt pulveriseras emaljen, fuktas och appliceras med hjälp av pensel på ytan, som kan vara av metall, fajans, porslin, glas, med mera.
För massproduktion av emaljerade metallföremål låter man sedan 1960-talet föremålet vara den ena polen i en elektrisk krets och den andra polen vara en spraypistol med torrt emaljpulver; emaljen kommer då att fästa på föremålet med statisk elektricitet.
Därefter bränns emaljen – över öppen låga eller i en ugn – vid 500–800 °C så att emaljpulvret bränns fast på underlaget. Emaljen får sedan svalna långsamt och kan därefter slipas och efterbehandlas.

## Emaljeringstekniker

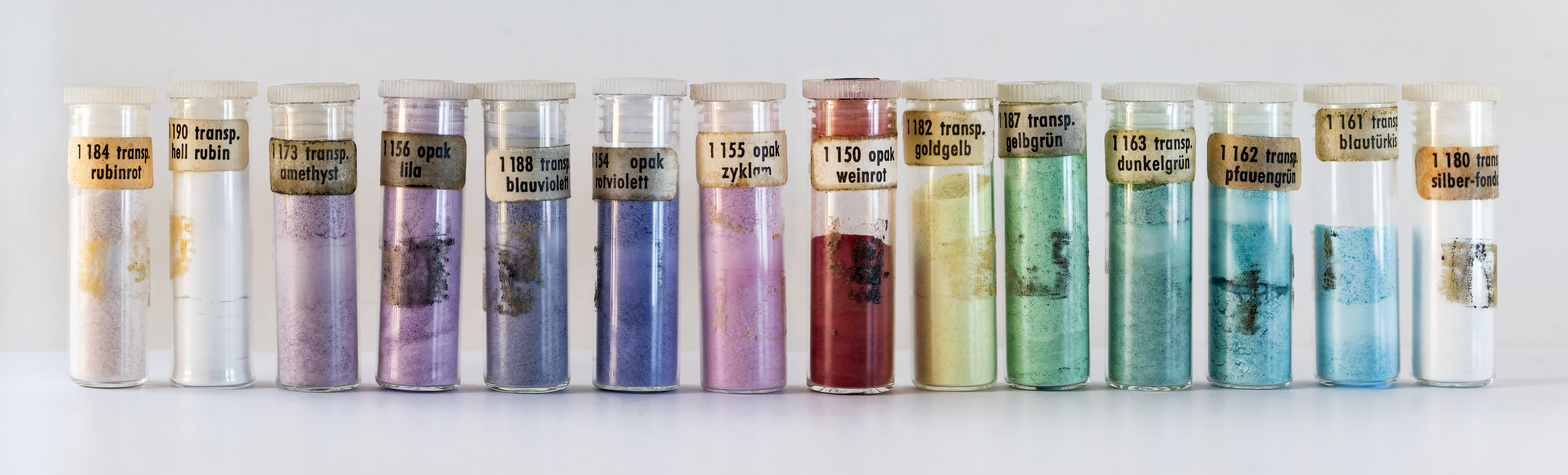
Olika färger av finmalt emaljeringspulver i en guldsmedsverkstad

### Cellemalj
I cellemalj eller väggemalj (franska émail cloisonné) utförs teckningen genom att fina metalltrådar, vanligen i guld eller silver, löds fast på ytan (på t.ex. guld, silver eller koppar) och bildar låga väggar (cloisons) mellan de olika figurerna och figurdelarna. Mellanrummen (cellerna) fylls med emalj. Detta emaljeringssätt utövades tidigt i Bysans och överfördes därifrån till Västeuropa, där Köln, Trier och andra städer vid nedre Rhen under den äldre medeltiden var huvudorter för tillverkningen. I början på 1900-talet utfördes cellemaljer med stor skicklighet i Indien, Kina och Japan, men på enklare material (koppar, porslin, mässing). Gamla cellemaljer är ytterst sällsynta och dyrbara.

### Gropemalj

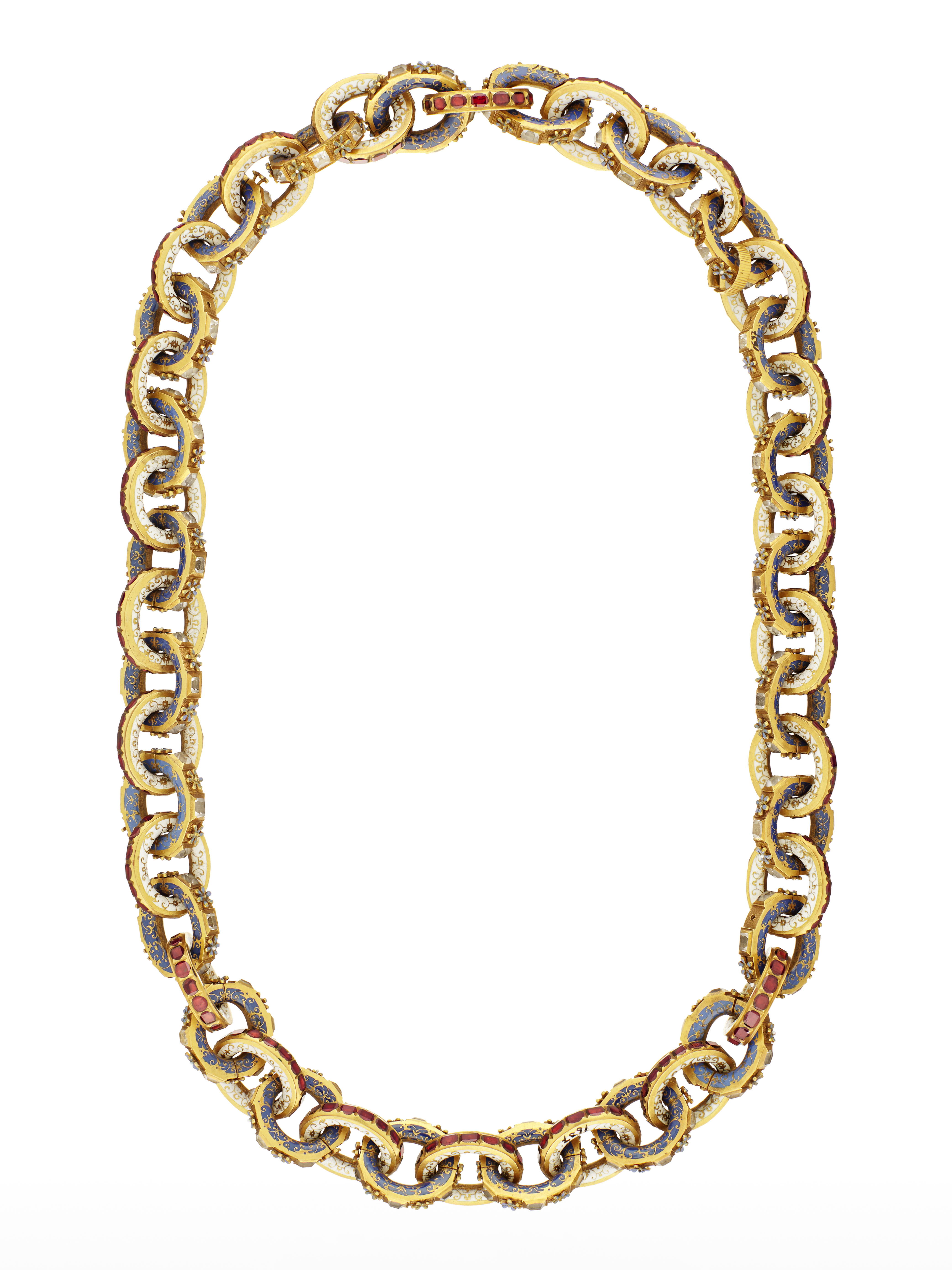
Gustav II Adolfs guldkedja, ordenskedja i blå och vit gropemalj med granater och bergkristaller från 1500-talets slut. Livrustkammaren.

I gropemalj (franska émail champlevé) utförs teckningen genom gravering eller etsning, genom att figurerna och figurdelarna eller mellanrummen mellan figurerna fördjupas i metallytan, och de på detta sätt uppkomna fördjupningarna (groparna) fylls med emalj. Underlaget är ofta koppar, vars oemaljerade partier då vanligen förgylls, så att figurerna antingen framstår i emalj mot guld eller i guld mot emalj. Denna teknik utövades från och med 300-talet f.Kr. bland folken norr om Alperna.

### Reliefemalj
I reliefemalj (franska émail de basse taille eller émail translucide sur relief) utförs teckningen med gravstickel i låg relief och färgläggs därefter med genomskinlig emalj som bildar en jämn yta genom vilken reliefens högre ställen skimrar ljusare och de lägre mörkare. Detta görs på ett underlag av guld eller silver. Arbetssättet uppkom i Italien, överfördes därifrån till Frankrike och Tyskland, samt blomstrade på 1400-talet i Montpellier och vid Rhen. Dess äldre alster är mycket sällsynta. 

### Fönsteremalj
Fönsteremalj (franska émail plique à jour) består av trådmönster utan bakgrund, vanligen i guld eller silver, som fylls med färgad, transparent emalj, som släpper igenom ljus. Emaljen införs i pulverform i mellanrummen och smälts de jour (för dagen, d.v.s. utan underlag, med arbetets baksida obetäckt) i flera upprepade omgångar. Denna teknik har använts till exempel till skedskaft, smycken och små vaser.

### Emalj på upphöjda partier
Emalj på upphöjda partier (franska baisse taille eller émail de haut relief): metallföremål med upphöjda partier av olikartad form, överdragna med färgade glasflusser.
Emalj kan också appliceras genom doppning, siktning eller air-brush, och emaljerade ytor kan också påföras keramiska dekaler, bladguld etc.

### Målaremalj

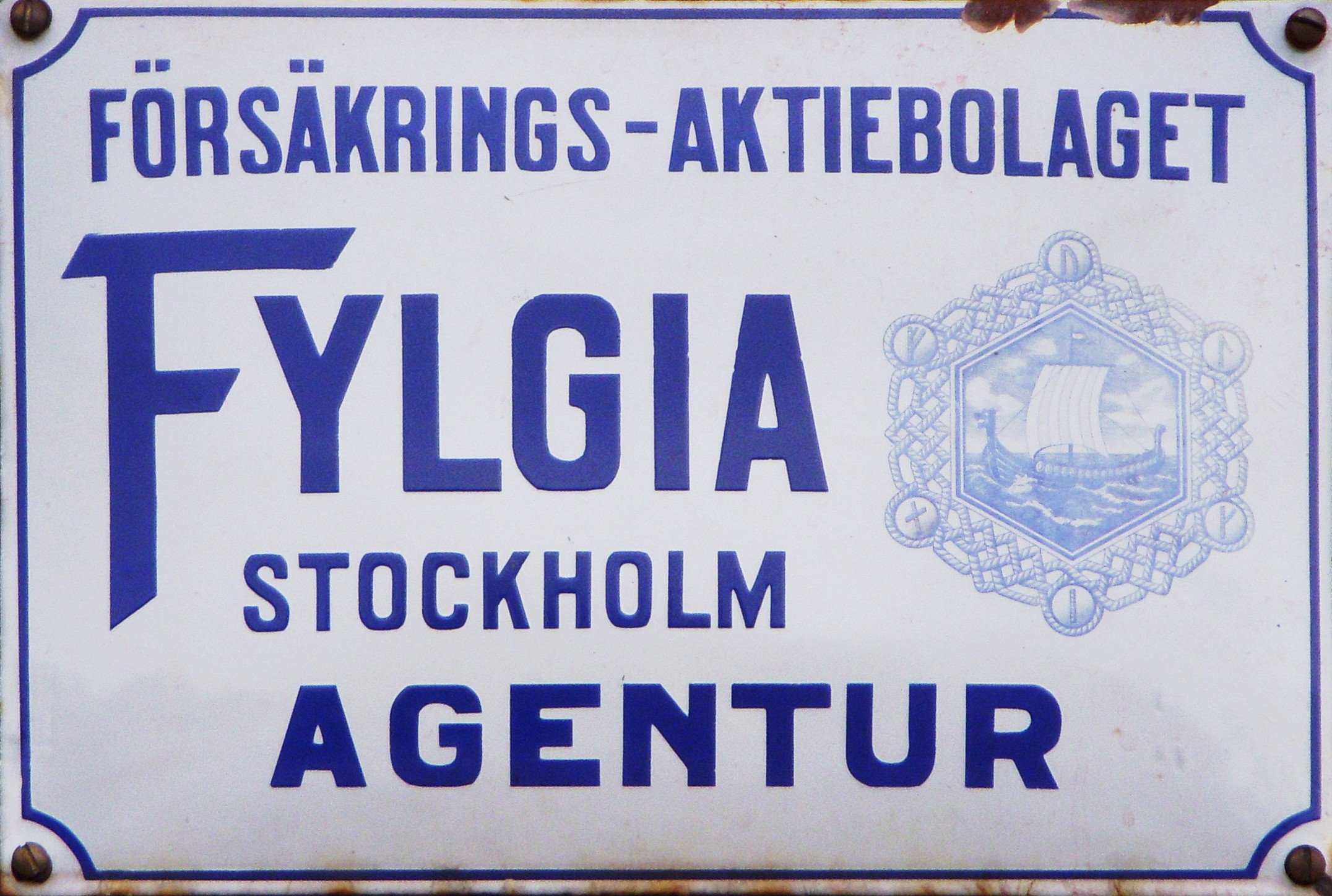
Äldre emaljskylt för försäkringsbolaget Fylgia.

Målaremaljen (franska émail peint) är en verklig målning med emaljfärger på metall (vanligen koppar), oftast på ett grundlager av emalj. Denna teknik uppkom, sannolikt under påverkan av glasmålningen, på 1300-talet i Limoges (sådana arbeten benämns därför också Limoges-emaljer), nådde en hög grad av fulländning på 1500-talet och har därefter utövats i de flesta europeiska länder. I Sverige var Johan Georg Henrichsen (död 1779) framstående på detta område. Även i Kina och Japan har denna konstart varit känd mycket länge. Emaljmålning har använts på en mängd olikartade föremål: i äldre tider på bords- och dryckeskärl och på tavlor, under senare tider framför allt på smärre föremål, som dosor, etuier, urfoder, smycken och miniatyrporträtt; i Kina och Japan på husgeråd, som brickor, skrin, dosor, kannor och till och med möbler (bord och liknande).

## Emaljliknande lackering
Besläktad med målaremaljen, men vanligen med en annan beteckning är emaljdekorationer på fajans, porslin och glas. 

## Andra användningsområden

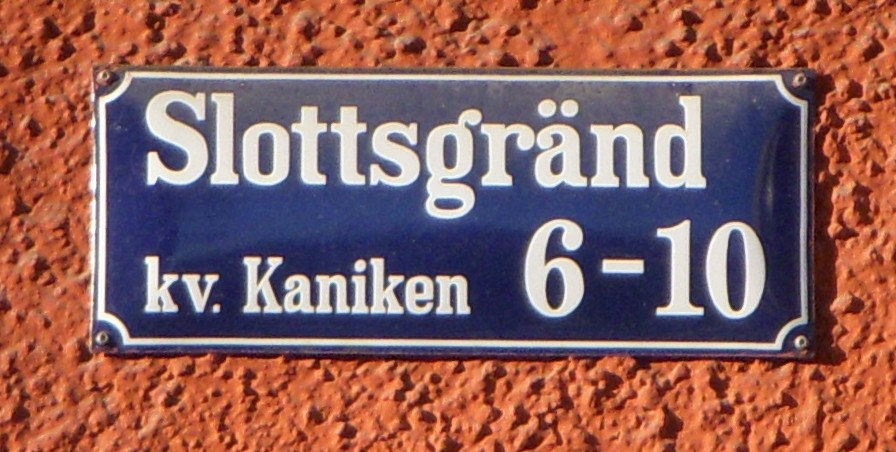
Gatuskylt i Uppsala.

I slutet av 1800-talet hade kostnaden för emaljering sjunkit så mycket att emaljerade föremål kunde saluföras som bruksvaror. Genom sin täta och lättrengjorda yta blev emaljerad plåt ett populärt material för badkar och husgeråd. År 1884 började Kockums sin tillverkning av emaljerade kärl. På senare tid har användningsområdena för emalj breddats. Numera återfinns emalj både som exempelvis väggmaterial på fasader och i gång- och biltunnlar samt som alternativ till kakel i köket. Smyckesemalj skiljer sig från industriell emalj på så vis att den industriella emaljen liknar lera eller engobe och oftast påförs i flytande form genom doppning eller airbrush. Den bildar, i motsats till smyckesemalj, ett homogent skikt först under bränning. 
För att stå emot väder och vind utfördes ofta gatuskyltar emaljerade. I en del svenska städer finns sådana fortfarande kvar, exempelvis i Uppsala och Borlänge, och sådana skyltar nyproduceras också. Det vanligaste utförandet är vit text på blå botten.
Kall emalj är en benämning som använts om vissa lackfärger som har viss likhet med emalj, men annars inte har någon likhet med den verkliga emaljen.
I forntiden var babylonierna, assyrierna och elamiterna mästare i konsten att emaljera tegel.